# Cantone di Machecoul
Il Cantone di Machecoul è una divisione amministrativa dell'arrondissement di Nantes.
A seguito della riforma approvata con decreto del 25 febbraio 2014, che ha avuto attuazione dopo le elezioni dipartimentali del 2015, è passato da 6 a 15 comuni.

## Composizione
I 6 comuni facenti parte prima della riforma del 2014 erano:
- Machecoul
- La Marne
- Paulx
- Saint-Étienne-de-Mer-Morte
- Saint-Mars-de-Coutais
- Saint-Même-le-Tenu

Dal 2015 i comuni appartenenti al cantone sono diventati i seguenti 15:
- Bourgneuf-en-Retz
- Cheix-en-Retz
- Chéméré
- Fresnay-en-Retz
- Machecoul
- La Marne
- Paulx
- Port-Saint-Père
- Rouans
- Saint-Étienne-de-Mer-Morte
- Saint-Hilaire-de-Chaléons
- Saint-Mars-de-Coutais
- Saint-Même-le-Tenu
- Sainte-Pazanne
- Vue

Dal 1º gennaio 2016 per effetto della fusione dei comuni di Bourgneuf-en-Retz e Fresnay-en-Retz per formare il nuovo comune di Villeneuve-en-Retz, di Machecoul e Saint-Même-le-Tenu per formare il nuovo comune di Machecoul-Saint-Même., e di Chéméré con Arthon-en-Retz per formare il nuovo comune di Chaumes-en-Retz., i comuni sono diventati i seguenti 13:
- Chaumes-en-Retz per la parte di territorio di Chéméré
- Cheix-en-Retz
- Machecoul-Saint-Même
- La Marne
- Paulx
- Port-Saint-Père
- Rouans
- Saint-Étienne-de-Mer-Morte
- Saint-Hilaire-de-Chaléons
- Saint-Mars-de-Coutais
- Sainte-Pazanne
- Villeneuve-en-Retz
- Vue